# فوژر
فوژِر (به فرانسوی: Fougères) شهری در شرق برتاین فرانسه است. این شهر به رن بسیار نزدیک است.

## نگارخانه

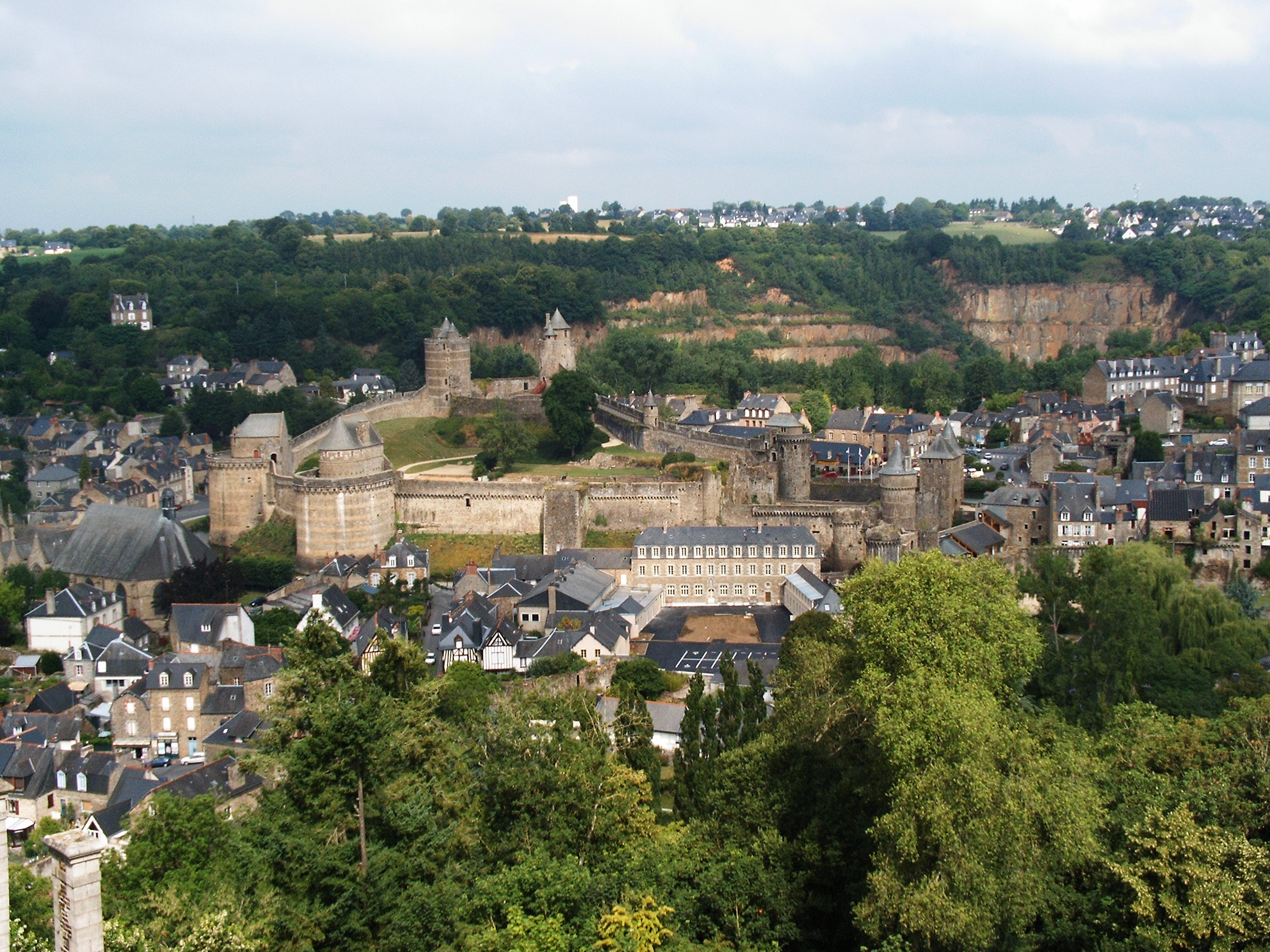
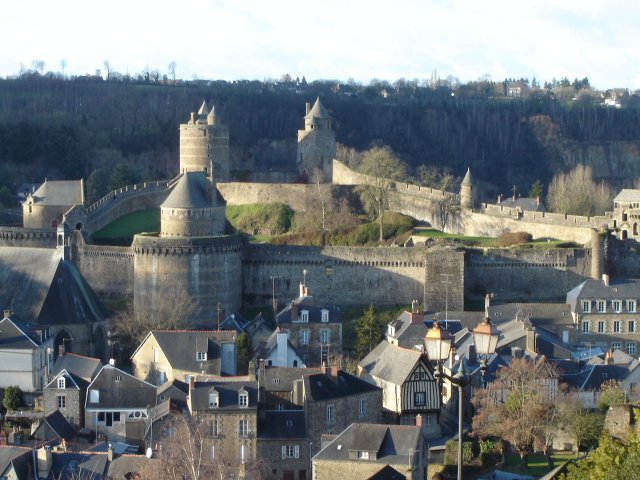
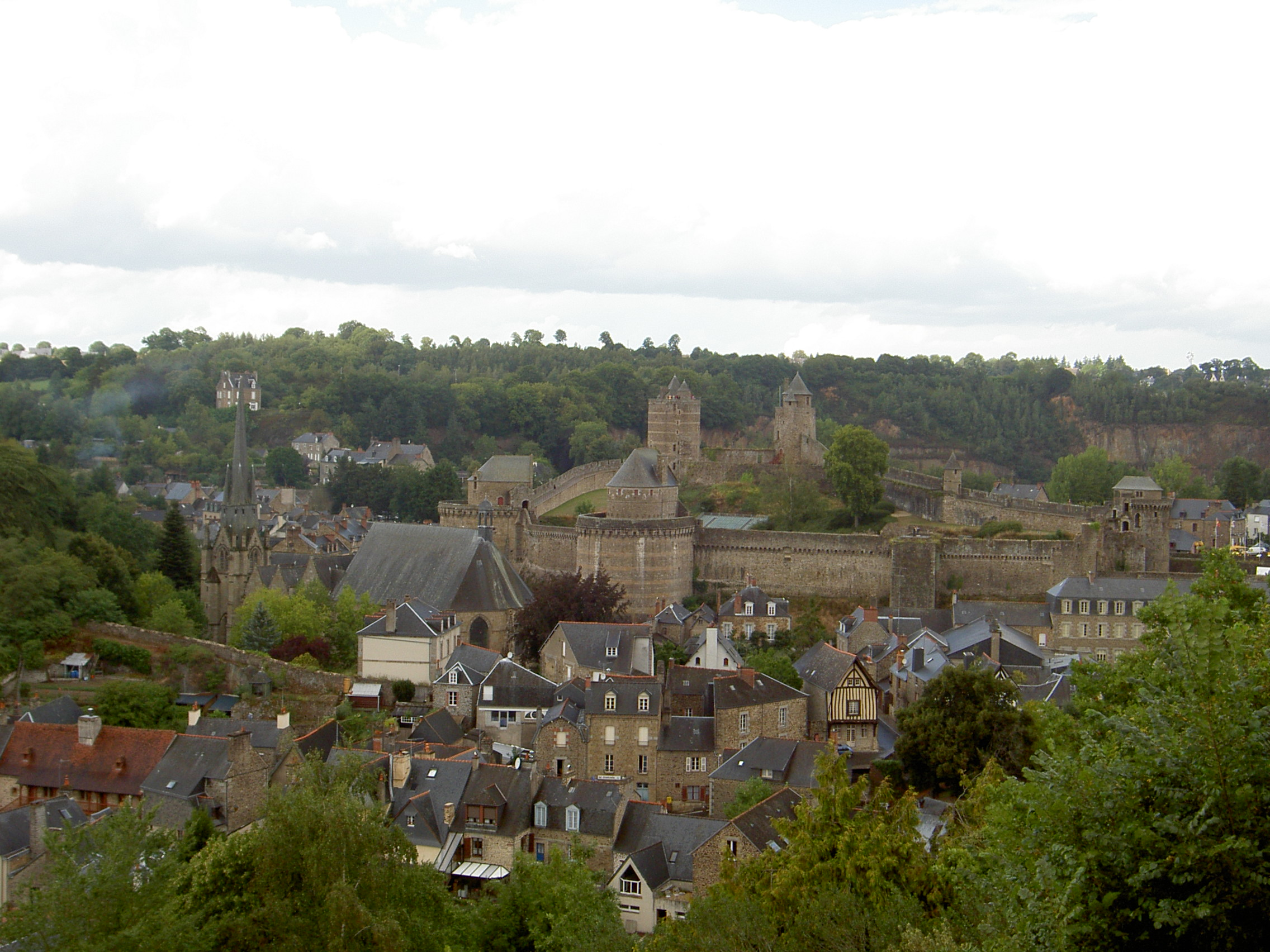
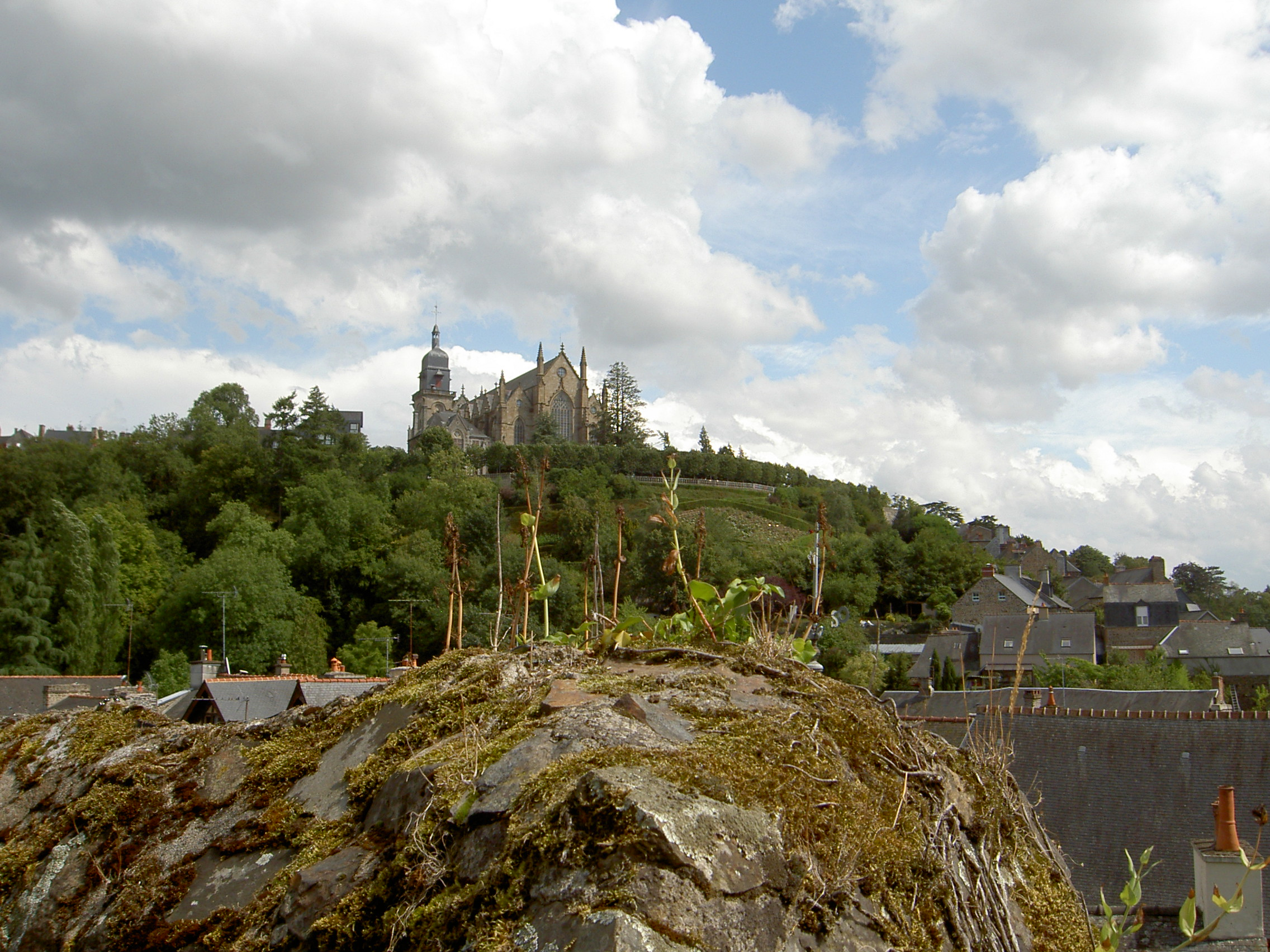
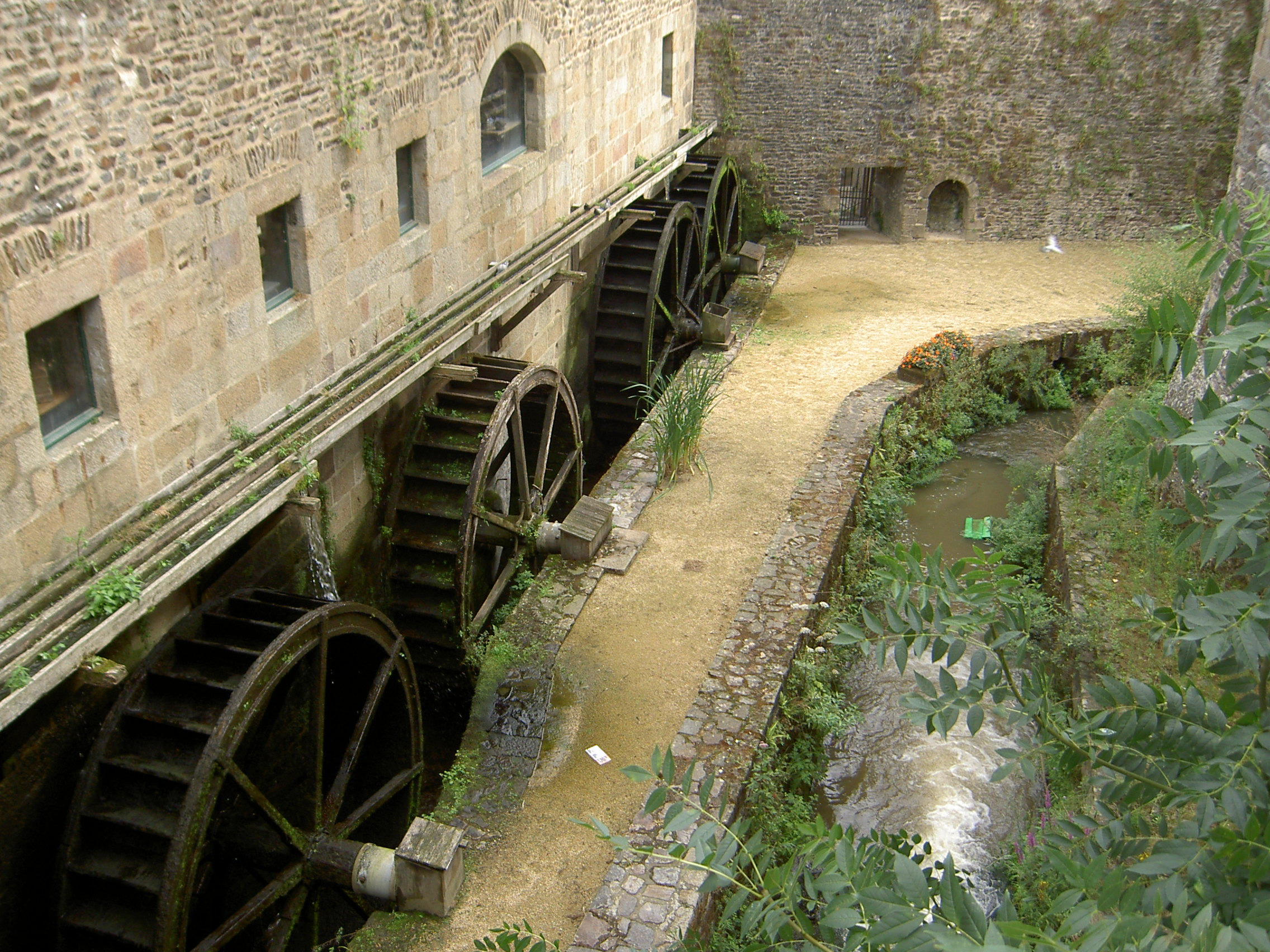
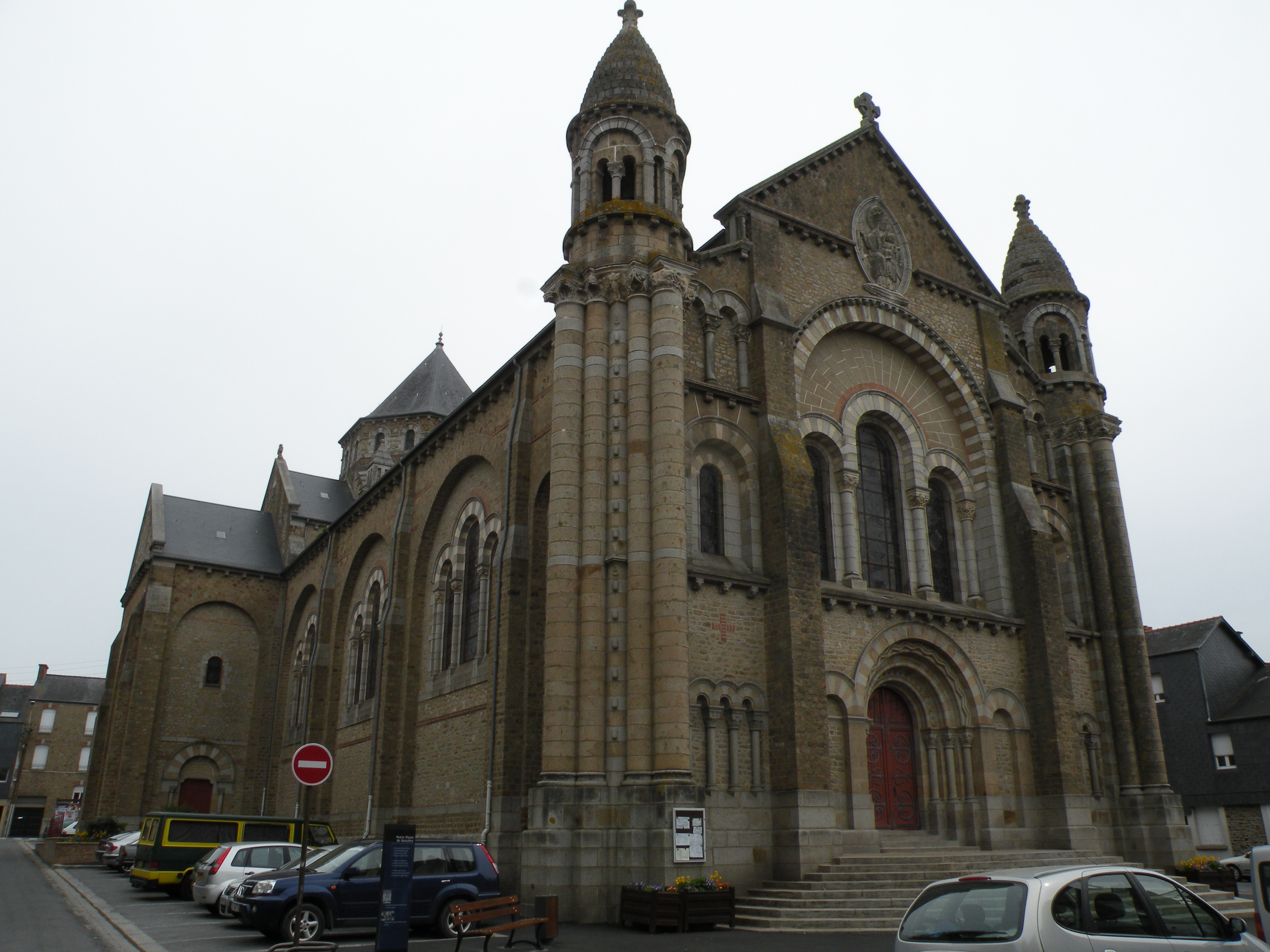